# Costa de Sardina del Norte
Costa de Sardina del Norte este o arie protejată (arie specială de conservare — SAC, sit de importanță comunitară — SCI) din Spania întinsă pe o suprafață de 1.426,56 ha, integral marine.

## Localizare
Centrul sitului Costa de Sardina del Norte este situat la coordonatele 28°09′14″N 15°42′26″W / 28.154°N 15.7073°V.

## Înființare
Situl Costa de Sardina del Norte a fost declarat sit de importanță comunitară în octombrie 1999 pentru a proteja 3 specii de animale. Situl a fost protejat și ca arie specială de conservare în septembrie 2011.

## Biodiversitate
Situată în ecoregiunile  și marină macaroneziană, aria protejată conține 3 habitate naturale: Recifuri, Bancuri de nisip acoperite în permanență slab de apă marină, Peșteri marine scufundate complet sau parțial.
La baza desemnării sitului se află mai multe specii protejate:
- mamifere (1): delfin mare (Tursiops truncatus)
- reptile (2): Caretta caretta, Chelonia mydas

Pe lângă speciile protejate, pe teritoriul sitului au mai fost identificate 4 specii de plante, 11 specii de nevertebrate, 1 specie de pești.